# Surmjölk

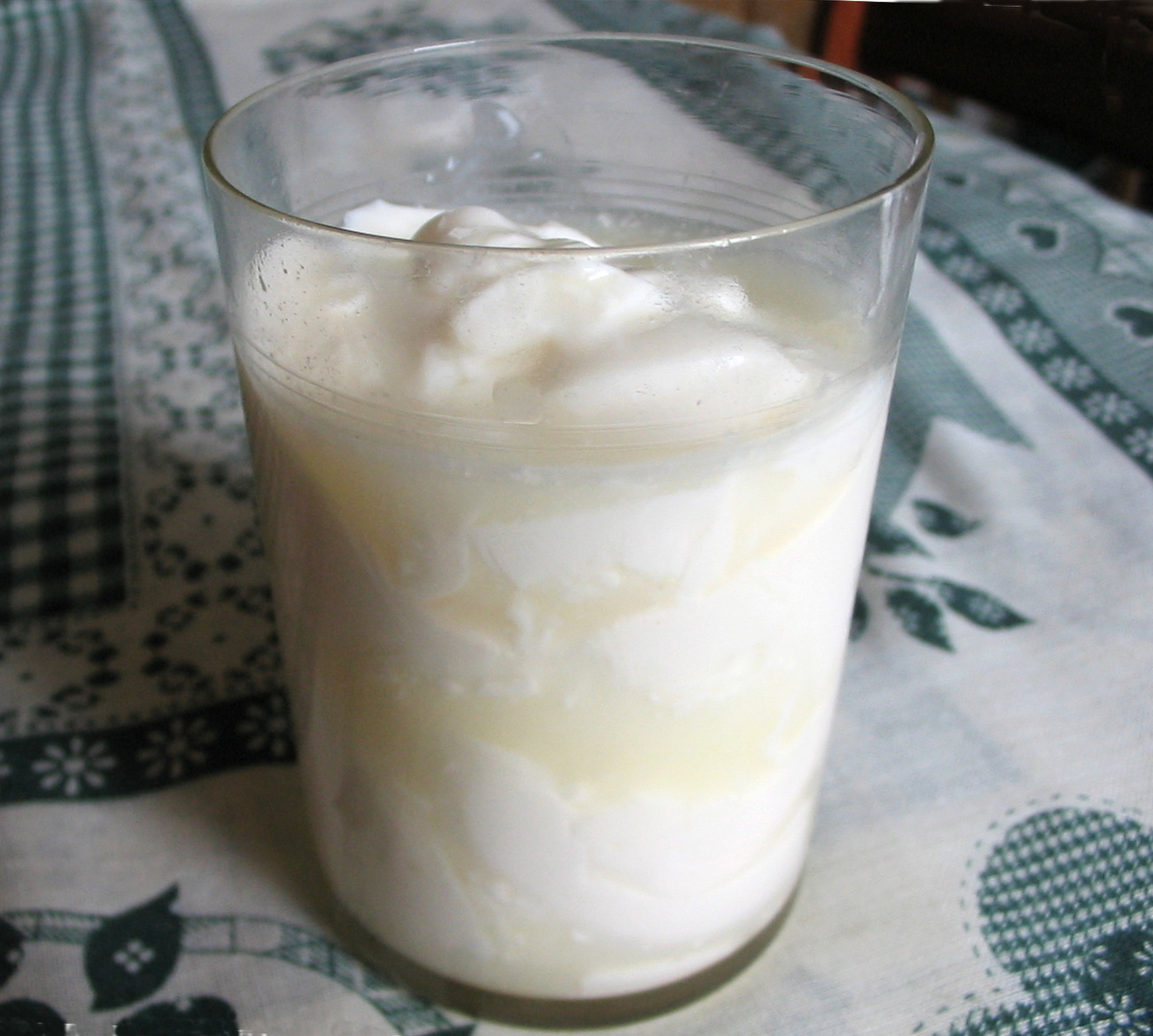
Surmjölk

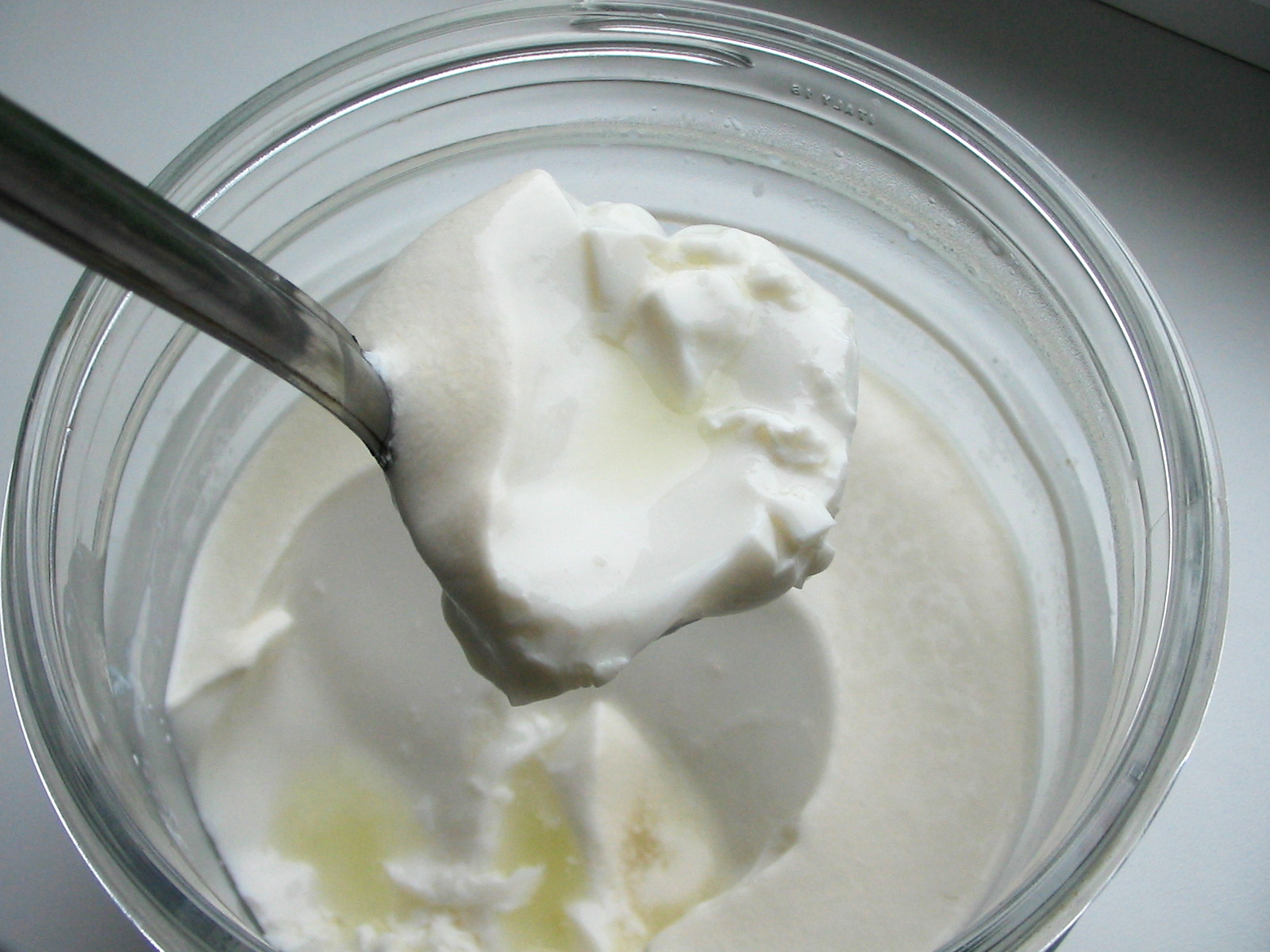
Surmjölk

Surmjölk eller kulturmjölk är mjölk som har fått surna vilket gör den trögflytande, ger längre hållbarhet och syrlig smak.
Bildandet av surmjölk är en naturlig process, orsakad av mjölksyrabakterier, som sker spontant i mjölken om den inte hålls kyld. Samtidigt ökar hållbarheten vilket var viktigt framför allt i varmare länder innan kylskåpet uppfanns. Därmed är sannolikt surmjölk den äldsta förädlade mjölkprodukten som funnits så länge människan har tagit vara på mjölk från mjölkande djur.
Filmjölk och yoghurt är exempel på surmjölk med olika varianter av mjölksyrabakteriekulturer. Historiskt uppkom filmjölk i norra Europa och yoghurt i de södra delarna vilket hänger samman med temperaturen under de varma månaderna av året. I länder med en temperatur på upp emot 40 grader trivdes yoghurtbakterierna bättre och i Skandinavien där rumstemperaturen sällan kom över 20 grader trivdes andra bakteriekulturer som gav upphov till filmjölk.
De varianter av surmjölk som finns att köpa i butiker tillverkas av homogeniserad och pastöriserad mjölk där olika syrakulturer tillsätts beroende av vilken produkt som efterfrågas.

## Exempel på surmjölk
- Filmjölk
- Kefir
- Kärnmjölk
- Yoghurt